# Hedwige de Schleswig
Hedwige de Schleswig (en danois : Helvig  af Slesvig), reine consort de Danemark, épouse du roi Valdemar IV de Danemark.

## Biographie
Helwige de Schleswig est la fille du duc Éric II de Schleswig (mort en 1325) et d'Adélaïde de Holstein-Rendsbourg, et la sœur du duc Valdemar V de Schleswig, ancien roi de Danemark. 
Elle épouse le 4 juin 1340 le roi Valdemar IV de Danemark dans le cadre des tractations qui permettent à ce dernier de récupérer le trône de son père Christophe II de Danemark. Comme héritière de son neveu Henri de Schleswig, elle détient les droits sur le duché de Schleswig qu'elle transmet au royaume de Danemark auquel le Schleswig sera annexé un an après sa mort en 1375. Elle a donné trois enfants au roi.

## Sources
- (en) Cet article est partiellement ou en totalité issu de l’article de Wikipédia en anglais intitulé « Helvig of Schleswig » (voir la liste des auteurs).